# 长谷川公司

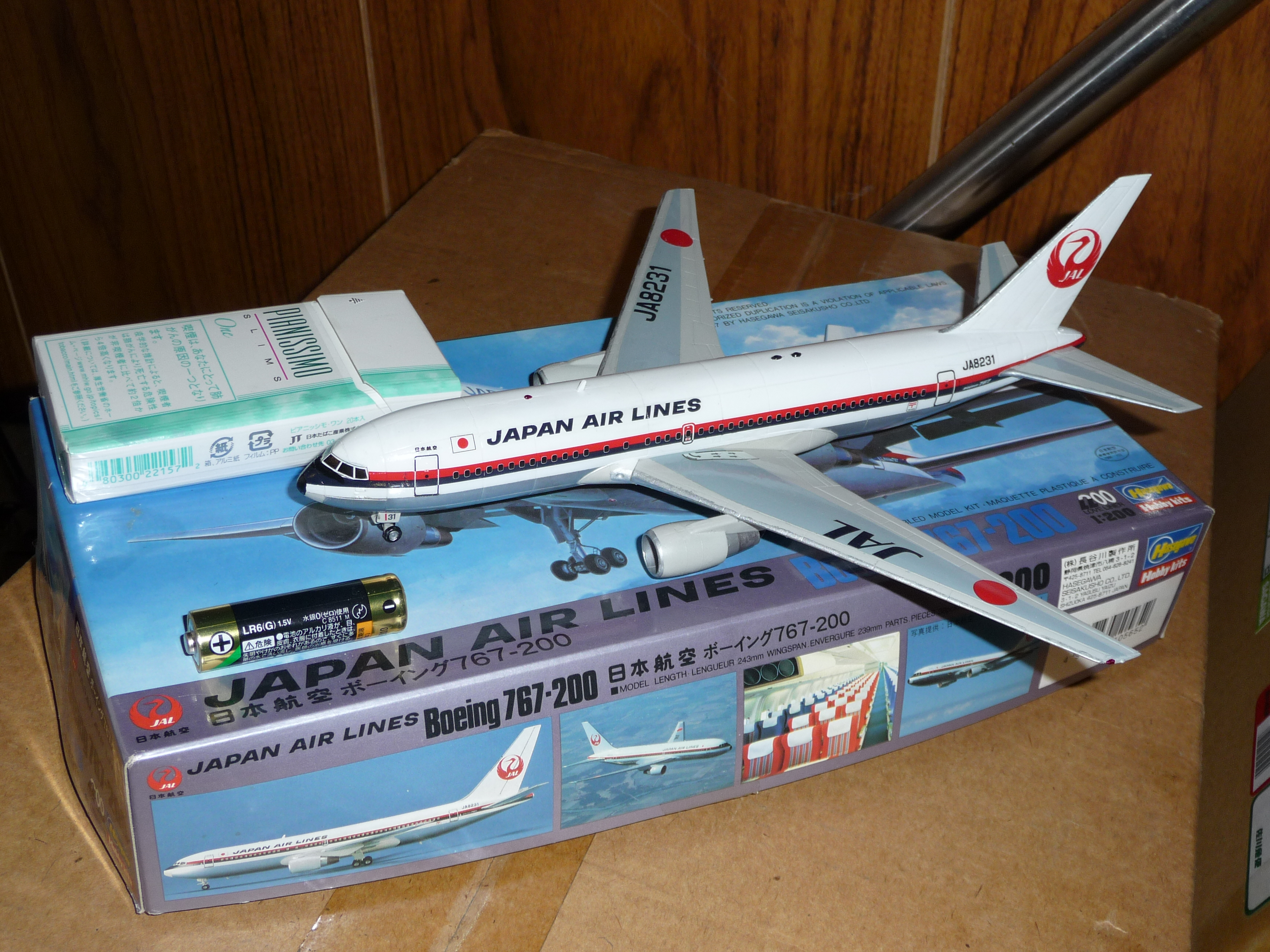
长谷川B767模型

长谷川公司（日语： 英語：），是日本的一家模型玩具厂商。主要產品為各式交通工具的塑膠模型，包括模型飛機、模型汽車、模型船艦、模型裝甲車、模型太空船及各種科學小說所描述的物件。公司總部位於靜岡縣燒津市，其競爭對手為同在靜岡縣的田宮公司。